# Henrik Samuel Nyberg
Henrik Samuel Nyberg (Söderbärke, 28 dicembre 1889 – 9 febbraio 1974) è stato un iranista e arabista svedese.
Studioso versatile, viene ricordato per l'ampia gamma dei suoi interessi orientalistici.

## Vita
Nyberg nacque a Söderbärke, nella Dalecarlia meridionale (Svezia) e, all'età di 19 anni, entrò nell'Università di Uppsala, dove studiò Lingue classiche, Sanscrito e Lingue semitiche. 
Nyberg si concentrò in misura maggiore sulla Lingua medio-persiana e fu infatti in quest'ambito che produsse il suo Irans forntida religioner (1937), concentrandosi sugli aspetti religiosi dell'antico Iran. 
Fu membro dell'Accademia Reale Svedese delle Scienze dal 1943 e dell'Accademia Svedese dal 1947.

## Opere scelte
- Kitāb al-Intiṣār by al-Khayyāṭ
- Farhang-i Pahlavīg (The Middle Iranian dictionary of ideograms)